# Beni (město)
Beni je město na severovýchodě Demokratické republice Kongo v provincii Severní Kivu. Mezi pohořími Virunga a Ruwenzori. V okolí města se nachází Národní park Virunga. V roce 2013 ve městě žilo 231 000 lidí.